# Mile Svilar
Mile Svilar (Antwerpen, 27 augustus 1999) is een Servisch-Belgische voetballer die als doelman speelt. Hij verruilde RSC Anderlecht in augustus 2017 voor SL Benfica. In juli 2022 vertrok hij naar AS Roma. Mile is de zoon van de voormalige Antwerp FC-doelman Ratko Svilar.

## Clubcarrière
Svilar speelde vanaf 2014 bij de jeugdploegen van RSC Anderlecht totdat hij in 2016 naar de eerste elftal mocht overgaan. Als derde doelman kreeg hij er echter geen speelminuten. In augustus 2017 besloot hij op 18-jarige leeftijd naar SL Benfica te trekken waarbij de transfersom twee miljoen euro bedroeg.
Svilar maakte zijn profdebuut op 14 oktober 2017, in de met 0-1 gewonnen bekerwedstrijd tegen SC Olhanense. Vier dagen later maakte hij zijn debuut in de UEFA Champions League in de thuiswedstrijd tegen Manchester United FC. Daarmee was hij tot dan toe de jongste doelman ooit in deze competitie. Zowel in het seizoen 2019/20 als 2020/21 speelde hij maar een keer in de competitie en speelde vaker voor de B-ploeg.
Eind maart 2022 tekende de transfervrije Svilar een contract van vijf jaar bij AS Roma. In februari 2024 kreeg hij van de nieuwe hoofdtrainer Daniele De Rossi zijn kans als eerste doelman. Svilar bedankte het vertrouwen met onder meer het stoppen van twee penalty's in de penaltyreeks na verlengingen tegen Feyenoord in de 1/16e finale van de UEFA Europa League. Zijn reddingen zorgde voor de kwalificatie van AS Roma naar de volgende ronde.

## Interlandcarrière
Svilar speelde jeugdinterlands voor België. Daarna koos hij voor Servië. Op 1 september 2021 debuteerde hij voor het Servisch voetbalelftal in een vriendschappelijke wedstrijd tegen Qatar.
| Interlands van Mile Svilar voor Servië | Interlands van Mile Svilar voor Servië | Interlands van Mile Svilar voor Servië | Interlands van Mile Svilar voor Servië | Interlands van Mile Svilar voor Servië | Interlands van Mile Svilar voor Servië |
| №                                      | Datum                                  | Wedstrijd                              | Uitslag                                | Competitie                             | Goals                                  |
| Als speler bij SL Benfica              | Als speler bij SL Benfica              | Als speler bij SL Benfica              | Als speler bij SL Benfica              | Als speler bij SL Benfica              | Als speler bij SL Benfica              |
| -------------------------------------- | -------------------------------------- | -------------------------------------- | -------------------------------------- | -------------------------------------- | -------------------------------------- |
| 1                                      | 1 september 2021                       | Servië – Qatar                         | 4 – 0                                  | Vriendschappelijk                      |                                        |

## Statistieken
| Seizoen     | Club           | Competitie      | Competitie | Competitie | Beker | Beker | Europees | Europees | Totaal | Totaal |
| Seizoen     | Club           | Competitie      | Wed.       | Dlp.       | Wed.  | Dlp.  | Wed.     | Dlp.     | Wed.   | Dlp.   |
| ----------- | -------------- | --------------- | ---------- | ---------- | ----- | ----- | -------- | -------- | ------ | ------ |
| 2016/17     | RSC Anderlecht | Eerste klasse A | 0          | 0          | 0     | 0     | 0        | 0        | 0      | 0      |
| Club Totaal | Club Totaal    | Club Totaal     | 0          | 0          | 0     | 0     | 0        | 0        | 0      | 0      |
| 2018/19     | SL Benfica B   | Liga Portugal 2 | 2          | 0          | –     | –     | –        | –        | 2      | 0      |
| 2019/20     | SL Benfica B   | Liga Portugal 2 | 20         | 0          | –     | –     | –        | –        | 20     | 0      |
| 2020/21     | SL Benfica B   | Liga Portugal 2 | 21         | 0          | –     | –     | –        | –        | 21     | 0      |
| 2021/22     | SL Benfica B   | Liga Portugal 2 | 13         | 0          | –     | –     | –        | –        | 13     | 0      |
| Club Totaal | Club Totaal    | Club Totaal     | 56         | 0          | 0     | 0     | 0        | 0        | 56     | 0      |
| 2017/18     | SL Benfica     | Primeira Liga   | 3          | 0          | 3     | 0     | 3        | 0        | 9      | 0      |
| 2018/19     | SL Benfica     | Primeira Liga   | 1          | 0          | 10    | 0     | 0        | 0        | 11     | 0      |
| 2019/20     | SL Benfica     | Primeira Liga   | 1          | 0          | 0     | 0     | 0        | 0        | 1      | 0      |
| 2020/21     | SL Benfica     | Primeira Liga   | 1          | 0          | 1     | 0     | 0        | 0        | 2      | 0      |
| 2021/22     | SL Benfica     | Primeira Liga   | 0          | 0          | 0     | 0     | 0        | 0        | 0      | 0      |
| Club Totaal | Club Totaal    | Club Totaal     | 6          | 0          | 14    | 0     | 3        | 0        | 23     | 0      |
| 2022/23     | AS Roma        | Serie A         | 3          | 0          | 0     | 0     | 1        | 0        | 4      | 0      |
| 2023/24     | AS Roma        | Serie A         | 15         | 0          | 1     | 0     | 14       | 0        | 30     | 0      |
| 2024/25     | AS Roma        | Serie A         | 31         | 0          | 1     | 0     | 12       | 0        | 44     | 0      |
| Club Totaal | Club Totaal    | Club Totaal     | 49         | 0          | 2     | 0     | 27       | 0        | 78     | 0      |
| TOTAAL      | TOTAAL         | TOTAAL          | 111        | 0          | 16    | 0     | 22       | 0        | 149    | 0      |